# 원당초등학교 (충남)
원당초등학교는 대한민국 충청남도 당진시에 있는 공립 초등학교이다.

## 학교 연혁
- 2006년 3월 1일: 원당초등학교 개교(22학급 인가)
- 2007년 3월 1일: 제5대 조성렬 교장 부임
- 2018년 2월 9일: 제12회 졸업증서 수여식(202명, 총 2,558명 졸업생 배출)
- 2018년 3월 1일: 51학급 인가(일반학급 49, 특수학급 2)

## 참고 자료
- 원당초등학교 - 한국교육학술정보원 학교알리미